# Wijken en buurten in Leidschendam-Voorburg
NB: Dit artikel is geheel verouderd. Het Centraal Bureau voor de Statistiek (CBS) hanteert momenteel een geheel andere indeling in Wijken en buurten.
De Nederlandse gemeente Leidschendam-Voorburg is voor statistische doeleinden onderverdeeld in wijken en buurten. De gemeente is verdeeld in de volgende statistische wijken:
- Wijk 01 Voorburg Noord (CBS-wijkcode:191601)
- Wijk 02 Bovenveen (CBS-wijkcode:191602)
- Wijk 03 Voorburg West (CBS-wijkcode:191603)
- Wijk 04 Voorburg Midden (CBS-wijkcode:191604)
- Wijk 05 Essesteijn (CBS-wijkcode:191605)
- Wijk 06 Damsigt en omgeving (CBS-wijkcode:191606)
- Wijk 07 Leidschendam-Centrum (CBS-wijkcode:191607)
- Wijk 08 Park Veursehout (CBS-wijkcode:191608)
- Wijk 09 De Zijde en omgeving (CBS-wijkcode:191609)
- Wijk 10 Prinsenhof (CBS-wijkcode:191610)
- Wijk 11 't Lien en omgeving (CBS-wijkcode:191611)
- Wijk 12 Stompwijk (CBS-wijkcode:191612)

Een statistische wijk kan bestaan uit meerdere buurten. Onderstaande tabel geeft de buurtindeling met kentallen volgens het Centraal Bureau voor de Statistiek (2008):
| CBS-buurtcode | Buurtnaam                  | Inwonertal | Opp. totaal (ha) | Opp. land (ha) | Ligging                |
| ------------- | -------------------------- | ---------- | ---------------- | -------------- | ---------------------- |
| BU19160100    | Voorburg Noord             | 6560       | 64               | 64             | Locatie in de gemeente |
| BU19160200    | Bovenveen                  | 6680       | 75               | 75             | Locatie in de gemeente |
| BU19160300    | Voorburg West              | 4560       | 80               | 79             | Locatie in de gemeente |
| BU19160301    | Park Leeuwenbergh          | 370        | 15               | 15             | Locatie in de gemeente |
| BU19160400    | Voorburg Midden            | 6900       | 110              | 110            | Locatie in de gemeente |
| BU19160401    | Voorburg Oud               | 7100       | 114              | 113            | Locatie in de gemeente |
| BU19160500    | Essesteijn                 | 5570       | 124              | 124            | Locatie in de gemeente |
| BU19160501    | Sijtwende I+II             | 2420       | 60               | 60             | Locatie in de gemeente |
| BU19160601    | Verzetsheldenwijk          | 1920       | 36               | 36             | Locatie in de gemeente |
| BU19160602    | Raadhuiskwartier           | 2160       | 35               | 35             | Locatie in de gemeente |
| BU19160700    | Damcentrum                 | 1040       | 19               | 17             | Locatie in de gemeente |
| BU19160701    | Klein Plaspoelpolder       | 460        | 9                | 8              | Locatie in de gemeente |
| BU19160702    | Leidschendam-Zuid          | 2990       | 68               | 67             | Locatie in de gemeente |
| BU19160703    | Zeeheldenwijk              | 1070       | 12               | 11             | Locatie in de gemeente |
| BU19160800    | Park Veursehout            | 1370       | 20               | 20             | Locatie in de gemeente |
| BU19160801    | De heuvel                  | 2540       | 26               | 26             | Locatie in de gemeente |
| BU19160802    | Leidschenhage              | 70         | 26               | 24             | Locatie in de gemeente |
| BU19160900    | De zijde                   | 1380       | 37               | 37             | Locatie in de gemeente |
| BU19160901    | Amstelwijk                 | 520        | 14               | 14             | Locatie in de gemeente |
| BU19160902    | Duivenvoorde               | 2070       | 34               | 33             | Locatie in de gemeente |
| BU19160903    | Robert Fleurystichting     | 220        | 107              | 105            | Locatie in de gemeente |
| BU19160904    | Verspreide huizen          | 360        | 178              | 171            | Locatie in de gemeente |
| BU19161000    | Prinsenhof                 | 5320       | 55               | 55             | Locatie in de gemeente |
| BU19161100    | 't Lien                    | 4580       | 62               | 62             | Locatie in de gemeente |
| BU19161101    | De Rietvink                | 2200       | 34               | 30             | Locatie in de gemeente |
| BU19161200    | Kern stompwijk             | 1530       | 47               | 45             | Locatie in de gemeente |
| BU19161201    | Landelijk gebied Stompwijk | 890        | 2104             | 1842           | Locatie in de gemeente |